# Las Pilas, San Luis Potosí
Las Pilas är en ort i Mexiko.   Den ligger i kommunen Ciudad Fernández och delstaten San Luis Potosí, i den centrala delen av landet, 300 km norr om huvudstaden Mexico City. Las Pilas ligger 1 280 meter över havet och antalet invånare är 207.
Terrängen runt Las Pilas är lite bergig. Runt Las Pilas är det ganska glesbefolkat, med 27 invånare per kvadratkilometer. Närmaste större samhälle är Rancho del Puente, 5,1 km öster om Las Pilas. I omgivningarna runt Las Pilas växer huvudsakligen savannskog.